# Antonio Ramiro

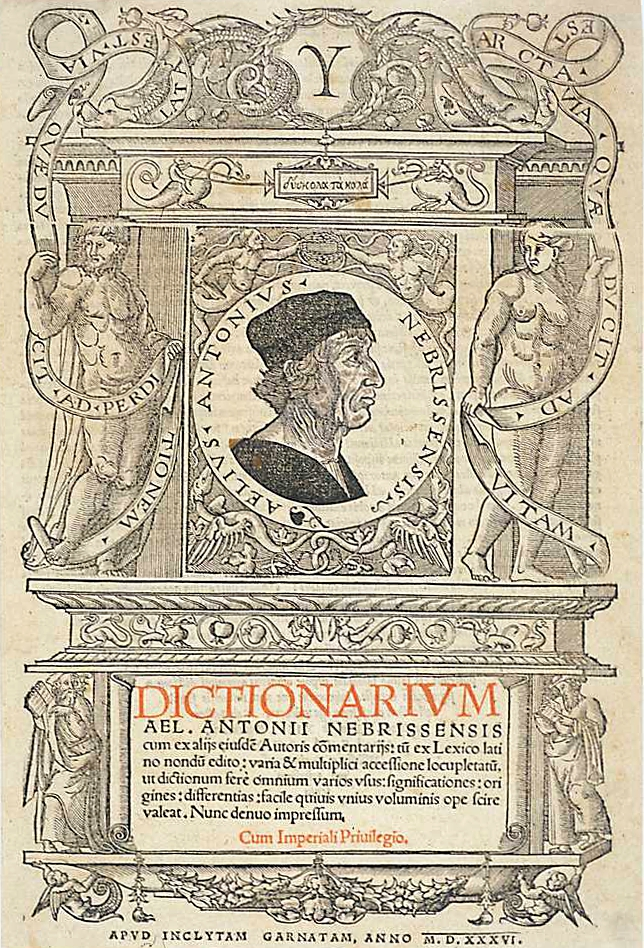
Portada xilográfica del Dictionarium de Antonio de Nebrija con el retrato de su autor por Antonio. Granada, 1536. Biblioteca Nacional de España.

Antonio Ramiro, natural de Écija, fue un impresor y probablemente grabador de la imprenta que en Granada mantuvieron de 1533 a 1563 Sebastián y Sancho, hijos y herederos de Elio Antonio de Nebrija, con privilegio desde 1534 para la impresión de las obras de su padre. 
A él se debe el célebre retrato de Nebrija incluido en la portada del Dictionarium latino de 1536 y en alguna otra de las ediciones posteriores de las obras de Nebrija. Aun cuando no vaya firmado, como tampoco lo están ninguna de las restantes letras capitales y viñetas de adorno que ilustran las obras de muy cuidada tipografía que vieron la luz en esta imprenta, su nombre se encuentra mencionado en un epigrama latino de Sebastián de Nebrija que acompaña al grabado, dedicado a los retratos hechos a su padre. Traducido por Manuel Gómez-Moreno, dice así:

Tú que deseas conocer el ignorado rostro de Antonio, mírale tan parecido como lo fue él a sí mismo. Rincón lo pintó a pincel, y aquél Felipe Alemán lo modeló con los palillos en barro blando. Mas, en fin, este grabado, que ves impreso ahora, lo hizo Antonio con su buril, con arte admirable.

El dato fue puesto en relación por el propio Gómez-Moreno con otras dos noticias relativas a un impresor y corrector de nombre Antonio empleado por los Nebrija en su imprenta granadina, que permitirían precisar su identidad. La primera de esas noticias —la que le da apellido y lo hace natural de Écija—, aparece en la edición comentada de las obras de Virgilio de 1545, como colofón de la Eneida, firmado «Antonio Ramiro Astygitano castigatore». La otra, la partida de bautismo fechada en 1553 de un hijo de «Antonio ymprimidor» y de su mujer, Hernandes, que residían en el «carmen de Librixa».